# Andrea Fossati
Andrea Fossati (Toscolano Maderno, 24 marzo 1844 – Toscolano Maderno, 6 settembre 1919) è stato un pittore italiano, esponente dapprima del movimento pittorico del romanticismo e poi della scapigliatura.

## Biografia
Nato da una famiglia benestante del lago di Garda, dopo avere compiuto gli studi classici, frequentò l'Accademia di Belle Arti di Brera (1863 - 1868) dove divenne allievo dei maestri Giuseppe Bertini e Francesco Hayez frequentando i corsi di elementi di figura, prospettiva e anatomia. 
Espose da giovane alle mostre braidensi meritando parecchie medaglie e menzioni onorevoli; i suoi ritratti e scene paesaggistiche hanno figurato accanto a pittori già affermati come Leonardo Bazzano, Mosè Bianchi, Guglielmo Ciardi, Filippo Carcano, Giovanni Fattori, Daniele Ranzoni.Partecipò in seguito alle esposizioni di Milano, Torino, Brescia, Verona, Napoli, Parigi, Londra, Monaco di Baviera.
La sua formazione e produzione artistica è alimentata da quel clima di una fiorente stagione pittorica lombarda, cui fa parte con i pittori Mosè Bianchi (1840 - 1904), Gerolamo Induno (1827 - 1890), Filippo Carcano (1840 - 1904), Angelo Inganni (1807 - 1880), Cesare Tallone (1854 - 1919), Federico Faruffini (1833 -1869).
Pur rimanendo fedele all'insegnamento del Bertini per la sua predilezione al ritratto e al paesaggio, Andrea Fossati non è indifferente alla scapigliatura  romantica lombarda rappresentata da Tranquillo Cremona (1837 -  1878) e Daniele Ranzani (1843 - 1889). Non si propone più la compostezza formale del romanticismo hayeziano, bensì una più evidente adesione al soggetto perseguita attraverso un tocco pittorico leggero ed evocativo, senza per questo attenuare la definizione plastica delle immagini.
Andrea Fossati, si interessò anche di scienze fisiche (suo è il brevetto sulla semplificazione del fonografo di Edison), di astronomia (osservazioni sulle macchie della luna), di ottica e di poesia.
A conferma del suo brevetto sul fonografo, il Fossati realizzò alcuni prototipi, tra cui un fonografo a cilindro per l'incisione e la successiva riproduzione su/da foglio di stagnola, simile all'Edison Tin Foil Phonograph e un altro a disco, per la registrazione e riproduzione sonora;
entrambi i prototipi, insieme ad altri componenti, sono stati fortunosamente recuperati ed acquisiti dalla Collezione "Marco A. Contini" di Milano, la più importante e completa raccolta europea di fonografi a cilindro e grammofoni a disco, cilindri preincisi di cera e dischi, nastri e fili magnetici.
Il 5 settembre 1877 Vittorio Emanuele II nominò Andrea Fossati regio Ispettore agli scavi e ai monumenti annessi in Salò; nel 1911 si occupò dei lavori nelle rovine romane di Sirmione (Grotte di Catullo).
Nel 1894 il consiglio direttivo dell'Accademia di Brera lo nominò Socio Onorario dell'Accademia.

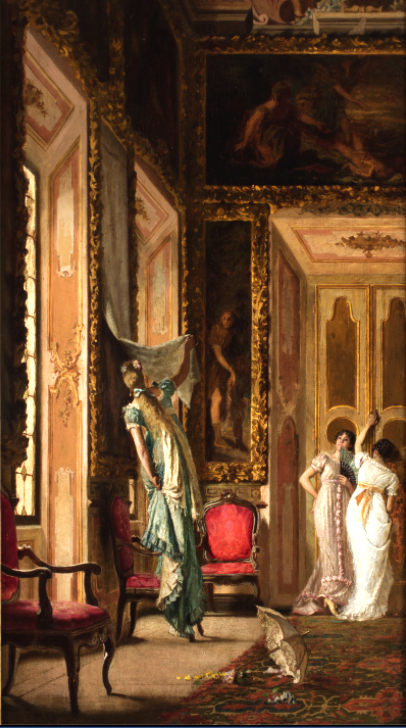
Curiosità
(Sala di Palazzo Delai a Toscolano Maderno
Collezione privata

## Opere

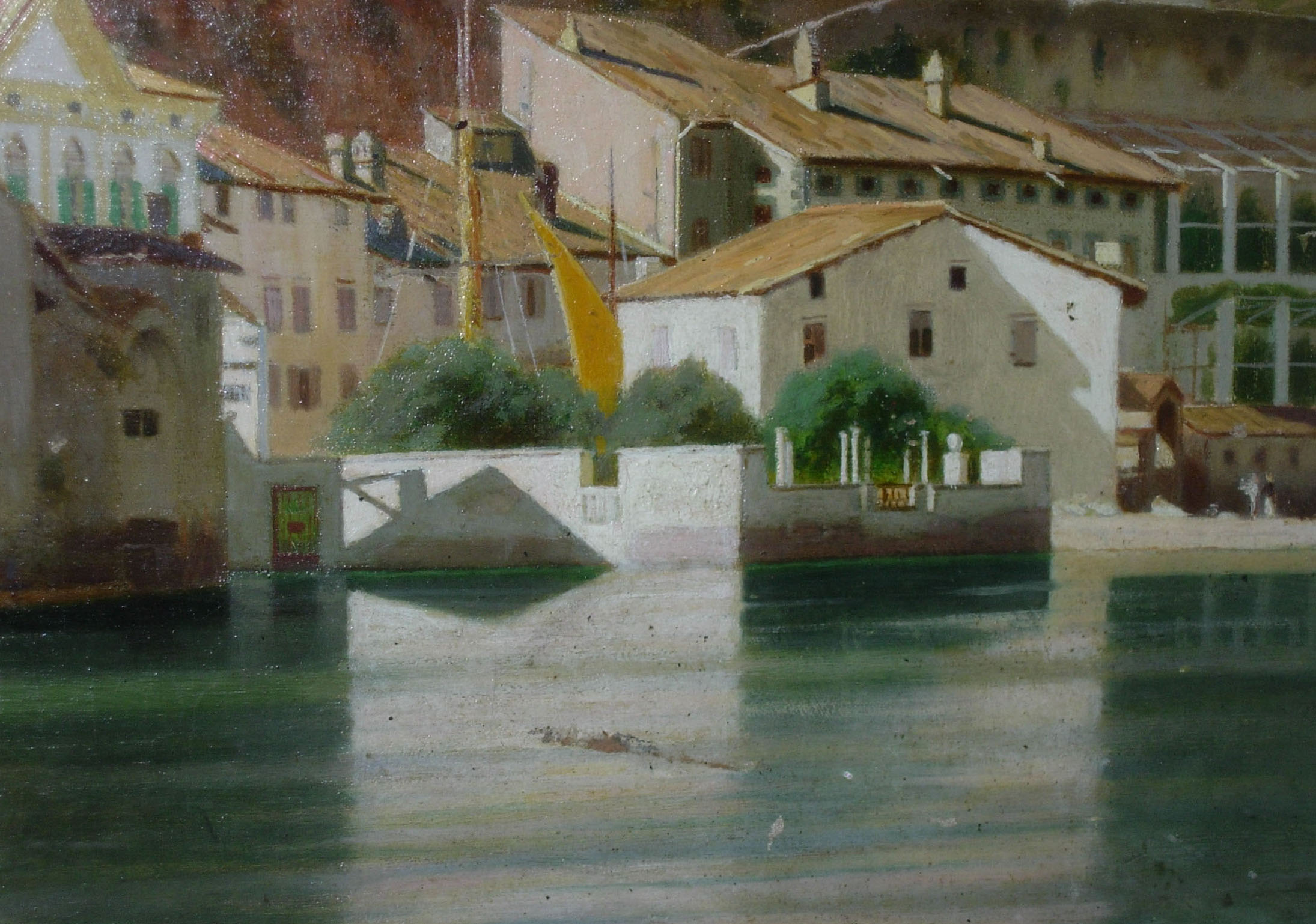
Il Porto di Toscolano
Collezione privata

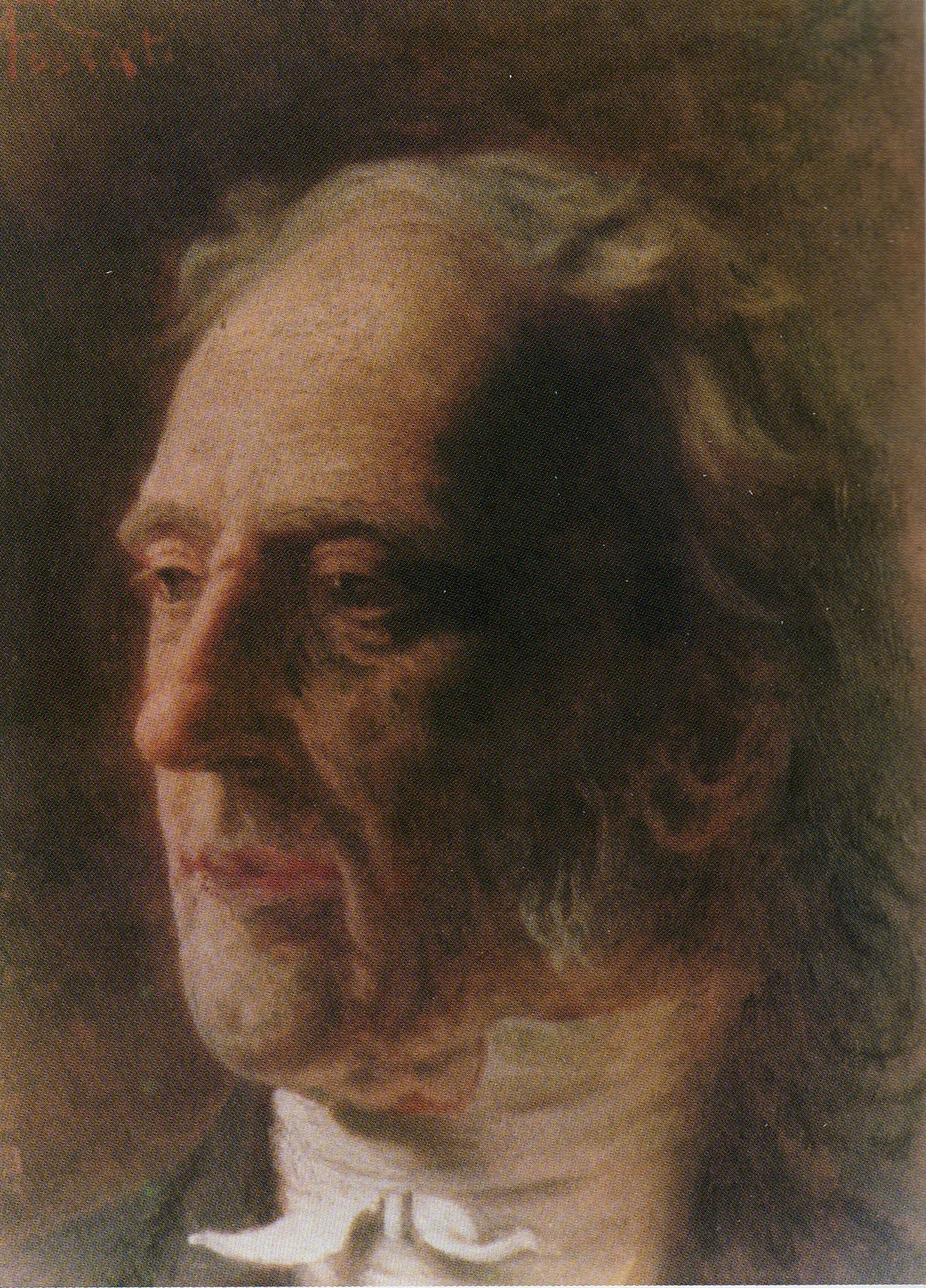
Ritratto di Alessandro Volta
Tempio Voltiano, Como

### Collezioni pubbliche
- Interno con suonatrici (1876) (Palazzo San Giacomo Comune di Napoli)
- Paggio (1871) (Esposizione Nazionale di Milano)
- Dilettanti di musica (Palazzo Reale di Napoli)
- Lago di Garda (Palazzo comunale di Napoli)
- L'agguato (Galleria d'Arte Moderna di Milano)
- Ritratto di Alessandro Volta (Tempio Voltiano di Como)
- Replica del ritratto di Alessandro Volta (Municipio di Bardolino)
- La violinista (Palazzo reale Chiablese di Torino)
- La toilette  (Museo di Napoli)
- La sorpresa
- Sala nel palazzo già dei conti Delay a Toscolano (Credito Agrario Bresciano)

### Collezioni private
- Signorina dell'Ottocento (ritratto della sorella Paolina, 1882)
- Paggio (esposizione di Londra del 1873, già esposta all'Accademia Belle Arti di Brera del 1871 e 1872)
- Idillio (esposizione di Verona del 1882, già esposta all'Accademia Belle Arti di Brera del 1873 e 1883)
- Il pifferaio (1873)
- La pittrice (1875)
- Curiosità (1875)
- Testa di baccante (1876)
- Oroscopo (1881)
- L'ora del pasto  e Catullo a Sirmio (esposizione all'Accademia Belle Arti di Brera del 1882)
- Ritratto della Signora Amanzia Elena (1883)
- Quadro proibito (esposizione all'Accademia Belle Arti di Brera del 1883)
- Testa  (esposizione all'Accademia Belle Arti di Brera del 1883)
- Ritratto di Francesco Elena (1883)
- Sogno d'estate  (esposizione all'Accademia Belle Arti di Brera del 1884)
- Maschere (esposizione all'Accademia Belle Arti di Brera del 1885)
- Sulle rive del Benaco (esposizione all'Accademia Belle Arti di Brera del 1888)
- Suonatrice (1888)
- Sognando ed Ero (esposizione all'Accademia Belle Arti di Brera del 1894)
- Scenetta infantile (esposizione d'Arte moderna a Palazzo Bargnani di Brescia del 1898)